# Maris do noroeste
Os Maris do Noroeste (autodefinição: йөтнӫмӓл-кӓсвел маре, em russo:  северо-западные марийцы ) são um subgrupo étnico do povo Mari, também conhecidos como Cheremisa ou Cheremis em russo e Çirmeş em tártaro, sendo indígenas dos Oblasts de Kirov e Nizhny Novgorod na Rússia. Tal como acontece com outros subgrupos Mari, são um povo fínico do subártico que tradicionalmente viveu ao longo do rio Volga. A sua língua nativa é o Mari do Noroeste, um dos quatro ramos sobreviventes da língua Mari, pertencente à família das línguas urálicas.

## História
A origem dos Maris do Noroeste pertence à história maior do povo Mari. A maioria dos cientistas, com base em dados linguísticos e arqueológicos, associou a sua origem como descendentes da parte noroeste da cultura Gorodets da Idade do Ferro, localizando-se originalmente entre as margens direitas dos afluentes dos rios Volga, Oca e Sura. No século VI a população residente em Gorodets mudou-se para a margem norte do Volga, expandindo os seus povoamentos até aos rios Vetluga e Bolshaya Kokshaga, passando a ser influenciados pela cultura Ananyino. As diferenças entre os Maris do Noroeste e os outros grupos Mari surgiram nos séculos IX e X. Nos séculos X e XIII, algumas tribos do alto Volga, referidas como de cultura Dyakovo, juntaram-se aos Maris do Noroeste, sendo assimiladas por eles. Anos mais tarde, durante a unificação dos principados russos em redor de Moscovo, a maioria deste subgrupo étnico tornou-se parte do Grão-Principado de Moscovo.